# UGC (bioscoop)

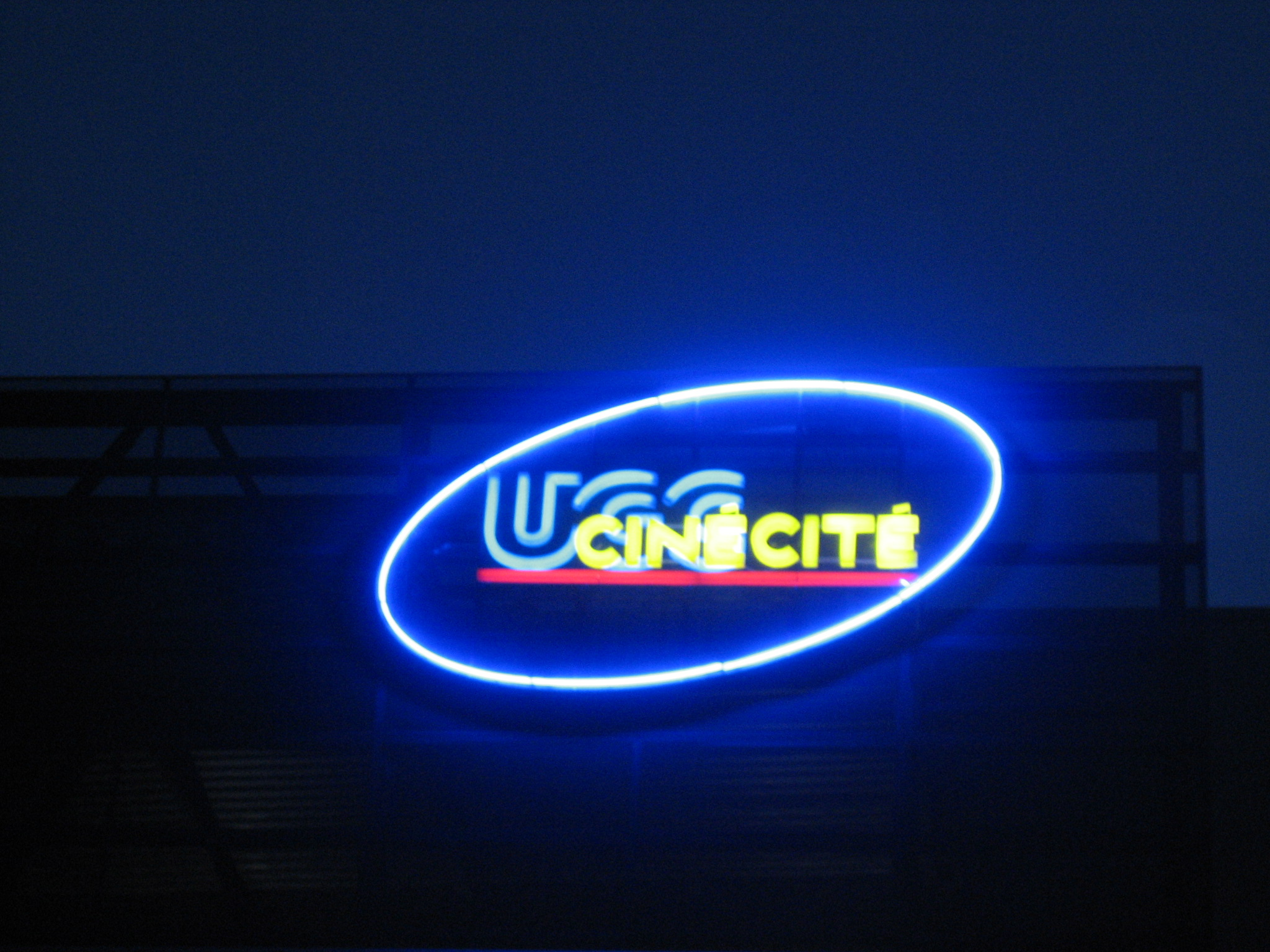
Logo van UGC Ciné Cité

UGC (Union générale cinématographique) is een Franse bioscoopketen en tevens filmdistributeur en filmproducent. Het bedrijf is actief in België en Frankrijk. UGC had voordien ook filialen in het Verenigd Koninkrijk, Ierland en Spanje. In 2004 verkocht UGC al haar Britse en Ierse filialen aan CineWorld. In 2011 verkocht ze haar Spaanse filialen aan Cinesa.
In België heeft UGC zeven bioscoopcomplexen: één in Antwerpen, twee in Brussel, één in Aarschot, één in Lommel, één in Turnhout en één in Mechelen. In 2016 kocht UGC de Utopolis-bioscopen in België (Aarschot, Lommel, Turnhout en Mechelen) van Utopia Group SA, een overname ter waarde van 36,20 miljoen euro. Kinepolis moest de Utopolis-filialen in Aarschot en Mechelen na de overname van Utopia Group op last van de mededingingsautoriteiten verkopen, maar besliste uiteindelijk de vier Belgische Utopolis-bioscopen van de hand te doen. In de loop van 2017 werden de Utopolis bioscopen omgevormd tot UGC-bioscopen. UGC Mechelen was de eerste op 28 april 2017.
UGC is de enige bioscoopketen in België met een abonnementsformule.